# St. Marien (Steinheim)

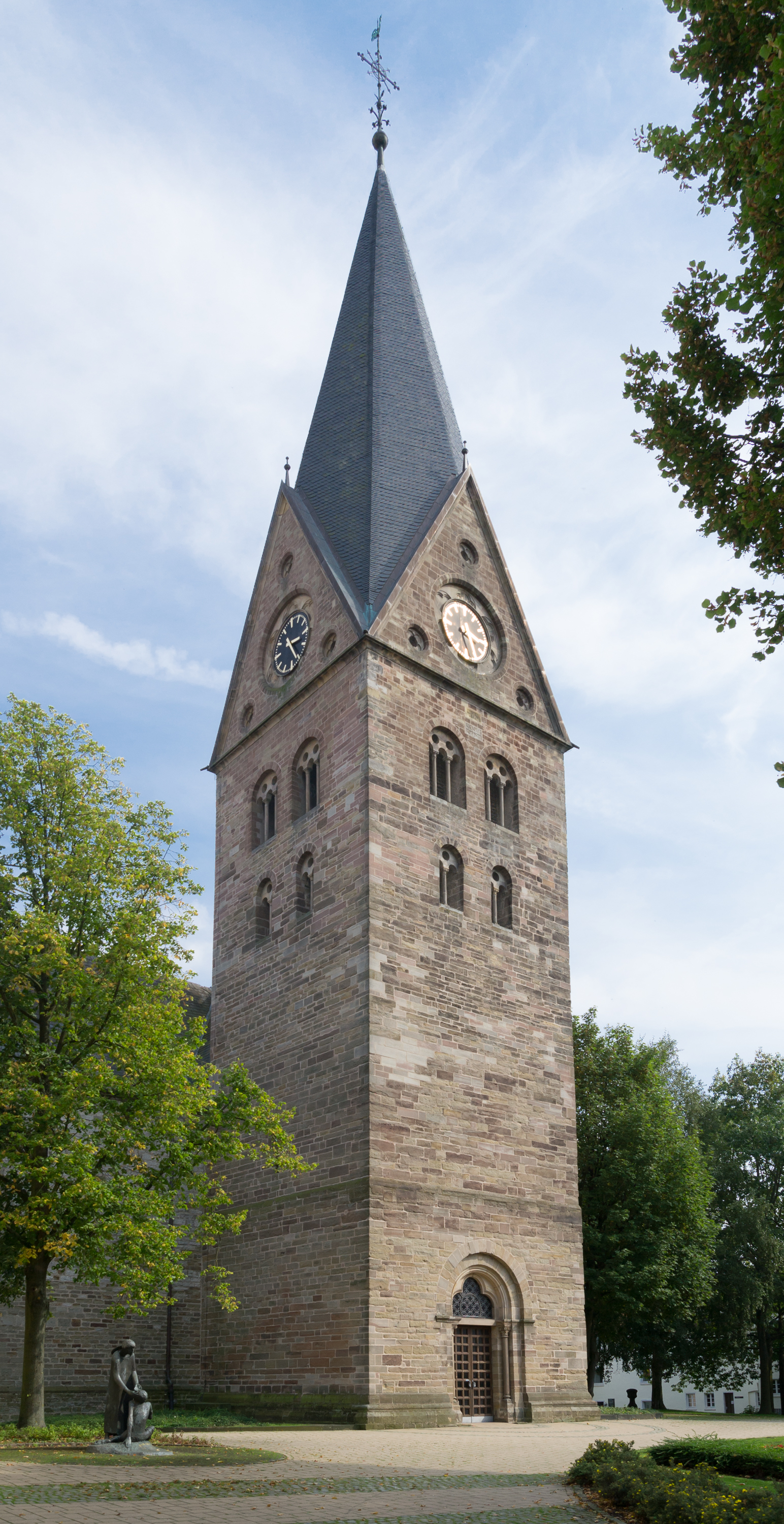
St. Marien in Steinheim

Die katholische Pfarrkirche St. Marien ist ein denkmalgeschütztes Kirchengebäude in Steinheim, einer Stadt im Kreis Höxter in Nordrhein-Westfalen.

## Geschichte und Architektur

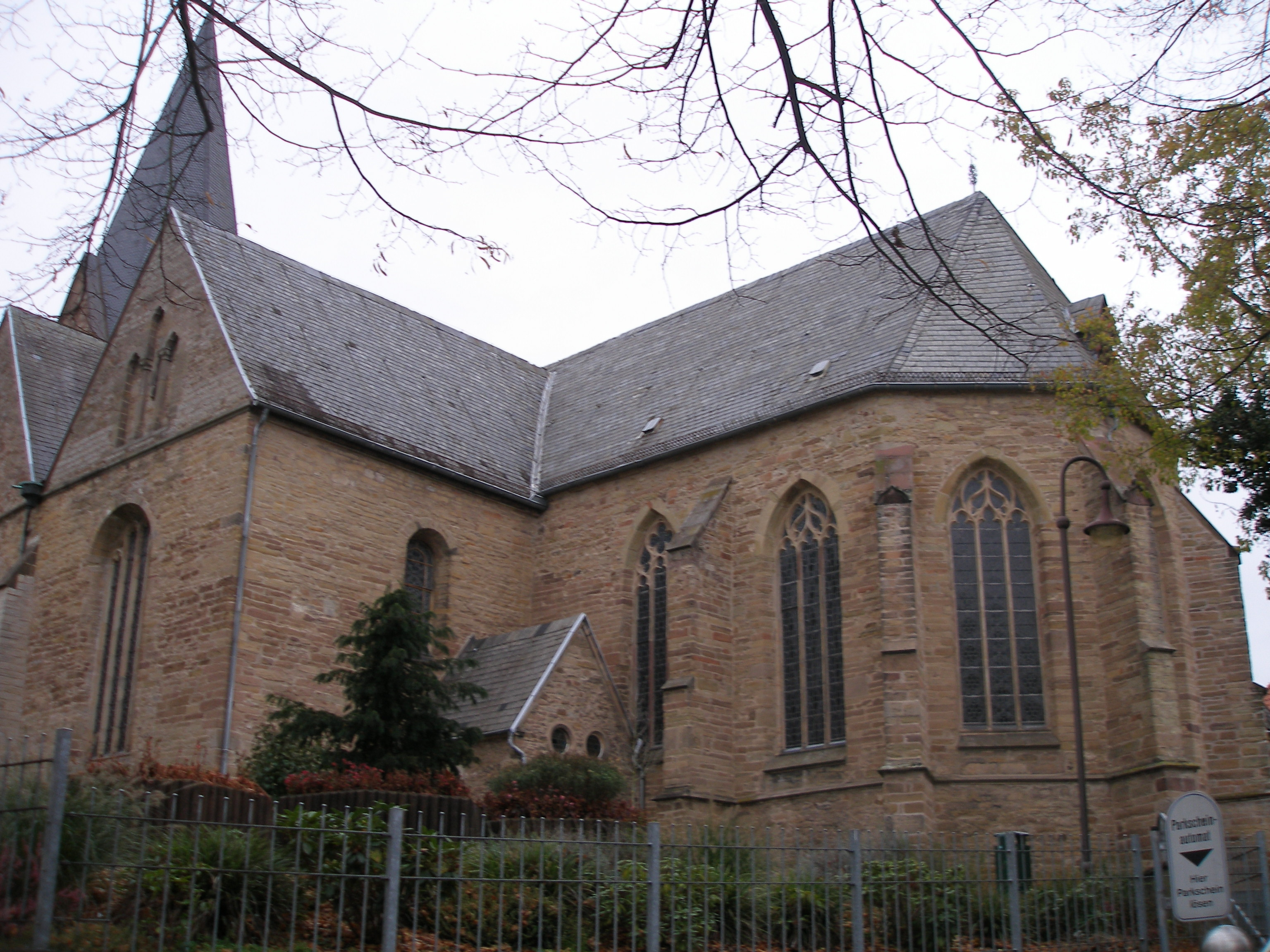
Seitenansicht St. Marien mit Chorbereich

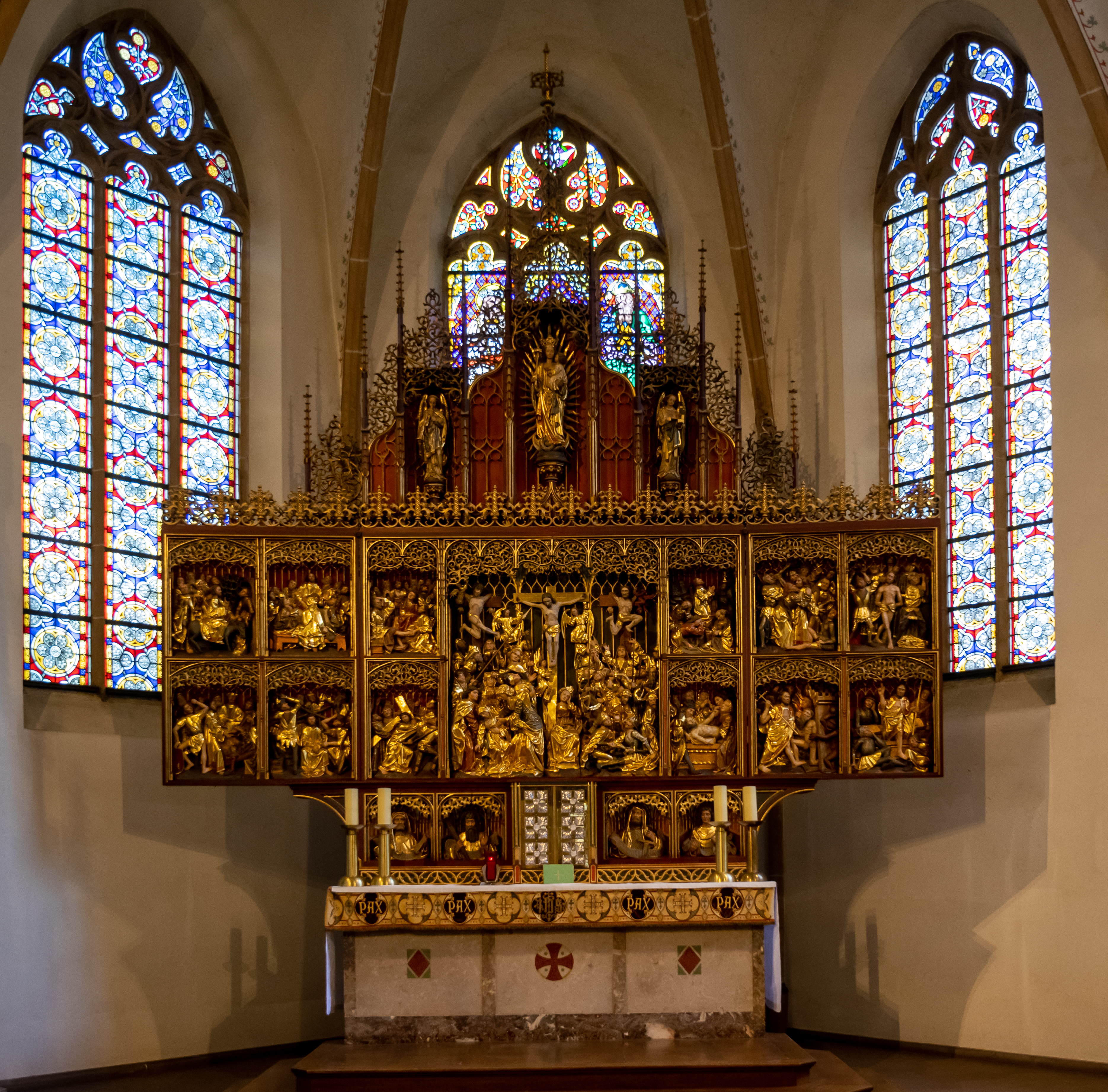
Hochaltar mit aufgeklapptem Flügelretabel

Die Pfarrkirche ist seit 1231 Archidiakonatskirche der Diözese Paderborn und wurde 1324 dem Kloster Marienmünster inkorporiert. Als früheste Anlage wurde eine steinerne Saalkirche mit eingezogenem quadratischen Turm ergraben, die möglicherweise noch aus dem 10. Jahrhundert stammt. Um die Mitte des zwölften Jahrhunderts wurde diese zur kreuzförmigen Basilika mit zwei Doppeljochen im gebundenen System erweitert. Von dieser Kirche sind die Längswände des Chores, das Querhaus und die unteren Geschosse des Turmes erhalten. Die Basilika wurde später zur Hallenkirche umgebaut. Der Chor wurde 1481 durch einen 5/8-Schluss erweitert und die Anbauten an der Süd- und Nordseite angefügt. Das südliche Seitenschiff wurde 1665 errichtet. Das Westjoch des Nordschiffes wurde von 1877 bis 1878 ausgeführt. Im selben Jahr wurden die oberen Turmgeschosse erneuert.
Die Bezahlung der kirchlichen Dienste bzw. der Pfarrer erfolgte im späten Mittelalter vielfach aus Stiftungen von Pfründen, die den einzelnen Stellen bzw. Altären zugeordnet waren. Bei den Pfründen handelte es sich meist um Landbesitz mit den daraus erwirtschafteten Erträgen; die Stifter der Pfründen hatten wesentlichen Einfluss auf die Besetzung der Pfarrerstellen und die Gestaltung sowie Widmung der Gottesdienste. Neben dem Hauptaltar besaß die Pfarrkirche in Steinheim zu Beginn des 16. Jahrhunderts mindestens vier mit Pfründen ausgestattete Nebenaltäre (St. Vinzenz-Altar, Dreikönigsaltar, Kreuzaltar und Altar des hl. Johannes des Evangelisten). Im Zuge der Reformation wurden die Pfründen der Kirchen allerdings auch wegen des im Spätmittelalter beobachteten Missbrauchs des Pfründenwesens nach und nach aufgelöst.
In früheren Zeiten wurden die Pfarrer der Gemeinde und Mitglieder verschiedener adeliger Familien (u. a. von Oeynhausen, von Haxthausen) im Inneren der Kirche beigesetzt. Im 18. Jahrhundert wurden diese Bestattungen stark eingeschränkt und im Jahr 1805 durch die preußische Regierung verboten. Sämtliche Grabmäler in der Kirche sind im Rahmen von Renovierungen (zuletzt 1963) entfernt worden. Die Grabplatten selbst sind verschollen; von dem Grab des Pastors Leander Scheiffers von 1688 existiert noch ein Foto.
Die Verstorbenen der Kirchengemeinde sind auf dem unmittelbar neben der Kirche befindlichen Kirchplatz beigesetzt worden. An diese Zeit erinnert die (später an die Kirchenmauer befestigte) gusseiserne Grabplatte, die seit der Pestepidemie im Jahr 1618 das Kindergrab der Familie des Bürgermeisters Husemann abdeckte. Daneben sind noch drei aufwändig gearbeitete Grabsteine des Gutspächters Conrad Busse (1813), des Paters Gregorius Köchling (1826) und der Frau des Pächters des Gutes Schloss Thienhausen Luise Reese (1815) vorhanden. Der Friedhof an der Kirche wurde im Jahr 1833 aus Platzgründen aufgegeben und das Gelände im Jahr 1965 in eine kleine Parkanlage umgewandelt.

## Ausstattung der Kirche
- Ein Hochaltar mit aufklappbarem Retabel und geschnitzten Reliefs der Passion Christi vom Anfang des 16. Jahrhunderts
- Hohes Sakramentshäuschen mit Fialenbekrönung, um 1490; im Sockelrelief Baum der Erkenntnis mit Schlange, am Tabernakel Figuren der Verkündigung. Die historische Fassung wurde 1964 freigelegt
- Kleines Säulenretabel, 17. Jahrhundert, mit hl. Antonius, Holz 18. Jahrhundert
- Neugotischer Seitenaltar mit Madonna aus Terrakotta
- Monumentaler Christophorus aus Holz vom 17. Jahrhundert, 1964 neu gefasst
- An der südlichen Außenwand ist eine gusseiserne Pesttafel mit der Bezeichnung 1618 angebracht.[4]

Eine bebilderte Dokumentation und Beschreibung der Kirchenfenster, des Grundrisses und der Innenansicht der Kirche befinden sich auf der Internetseite der Forschungsstelle Glasmalerei des 20. Jahrhunderts e.V.

## Glocken
| Nr. | Name          | Gießer | Gussjahr | Durchmesser (mm) | Masse (kg) | Schlagton |
| --- | ------------- | ------ | -------- | ---------------- | ---------- | --------- |
| 1   | Herz-Jesu     | Junker | 1949     | 1.423            | 1.548      | d′        |
| 2   | Maria         | Junker | 1949     | 1.180            | 0.924      | f′        |
| 3   | Josef         | Junker | 1949     | 1.048            | 0.662      | g′        |
| 4   | Rochus        | Junker | 1949     | 0.949            | 0.472      | a′        |
| 5   | Liborius      | Mark   | 1998     | 0.505            | 0.102      | b″        |
| 6   | Maria Goretti | Mark   | 1998     | 0.459            | 0.078      | c‴        |
| 7   | Kilian        | Mark   | 1998     | 0.396            | 0.054      | d‴        |

Quelle: Steinheimer Glockenbuch.